# 남해회사

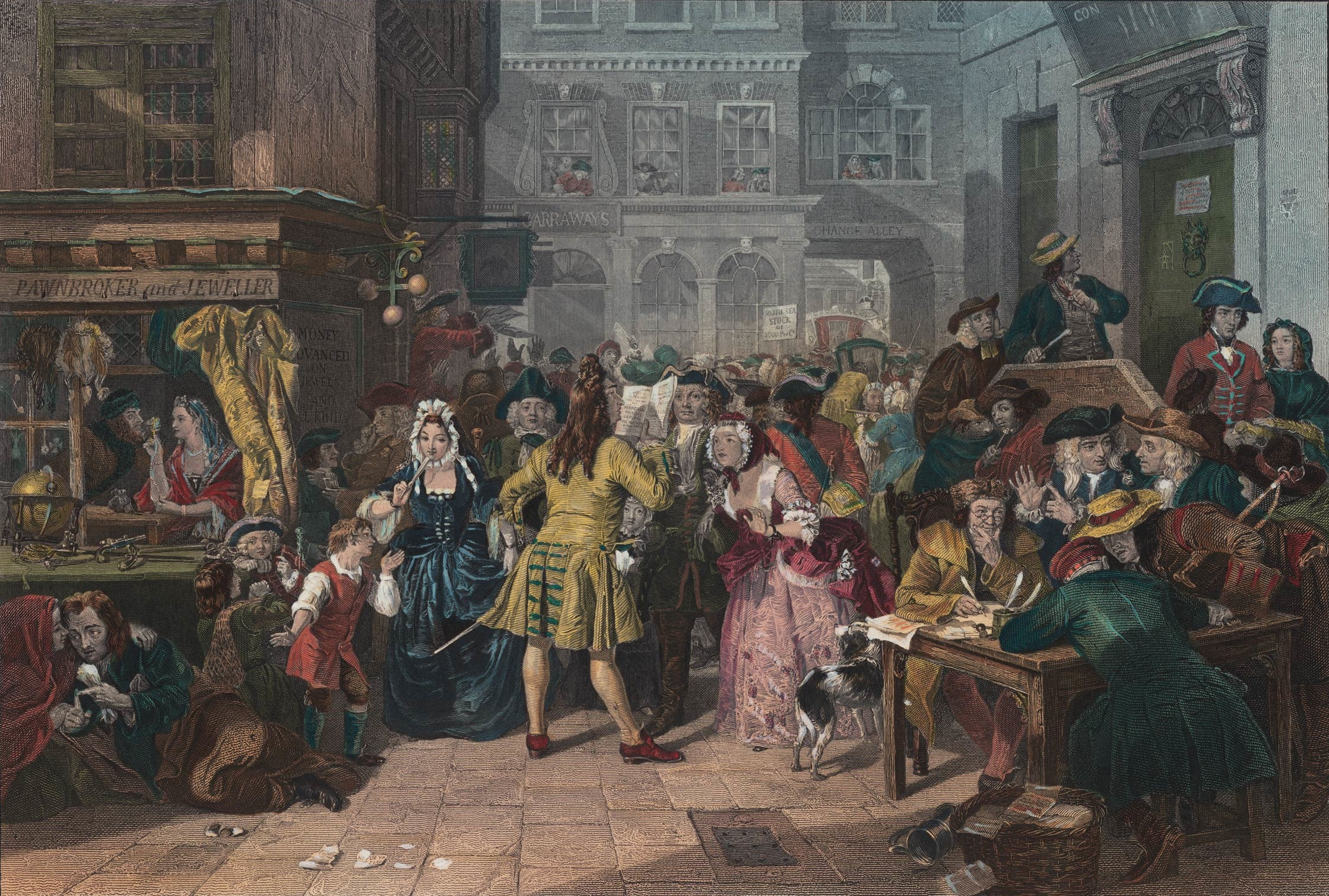
윌리엄 호가스의 남해 거품 사건, by 에드워드 매튜 워드, 테이트 갤러리

남해회사(南海會社, 영어: South Sea Company, The Governor and Company of the merchants of Great Britain, trading to the South Seas and other parts of America, and for the encouragement of the Fishery)는 근세에서 근대 유럽에서 만들어진 특권 회사의 하나이다. 아프리카의 노예를 스페인령 서인도 제도에 수송하고 이익을 얻는 것을 주된 목적으로 1711년 영국에서 설립된 특권 회사를 말한다. 이후 금융 회사로 변신을 하여 1720년에 남해회사 거품사태를 일으키게 된다.

## 개요
남해회사는 당시 위기에 빠진 영국 재정을 살리고자 설립되었다. 영국의 재정 상황은 그 지출 중 채무상환이자 지급과 군사비가 9% 이상을 차지할 정도로 압박했다. 이것을 우려한 당국이 공공 부채 정리를 위해 1711년 설립했다. 부실 상태에 있던 많은 채권과 증권의 일부를 강제로 남해회사 주식으로 전환시켜 국고 지원과 남해 무역을 통해 이윤을 창출하고 이자지급 등을 해서 이를 통해 채무를 정리하는 것이 그 목적이었다. 남해회사가 만들어낸 이윤에 의해 채권을 정리한다는 착상이 누구에 의한 것인지는 정설이 없다. 일부에서는 소설 ' 《로빈슨 크루소》의 저자 대니얼 디포의 아이디어라는 설도 제기되고 있다.

## 금융회사로 변신
남해 무역은 스페인과의 협상을 통해 얻은 아시엔토 무역권, 즉 아프리카 - 스페인 서인도 간의 노예무역의 권리를 행사하며 이윤을 창출 하자는 것이었다. 그러나 이 무역은 생각처럼 잘되지 않았고, 시험적으로 도입했던 복권 채권이 성공을 거두자 남해 회사는 금융 회사의 성격을 짙게 가지게 된다. 노예무역이 이뤄지지 않았던 것은 스페인이 인정한 무역량이 영국이 필요한 량만큼을 충족하지 못했기 때문이었다. 또한 1718년에는 스페인과 전쟁이 시작되어 무역이 이루어지지 않았던 것 등이 주된 이유이다.

## 남해회사 거품사태

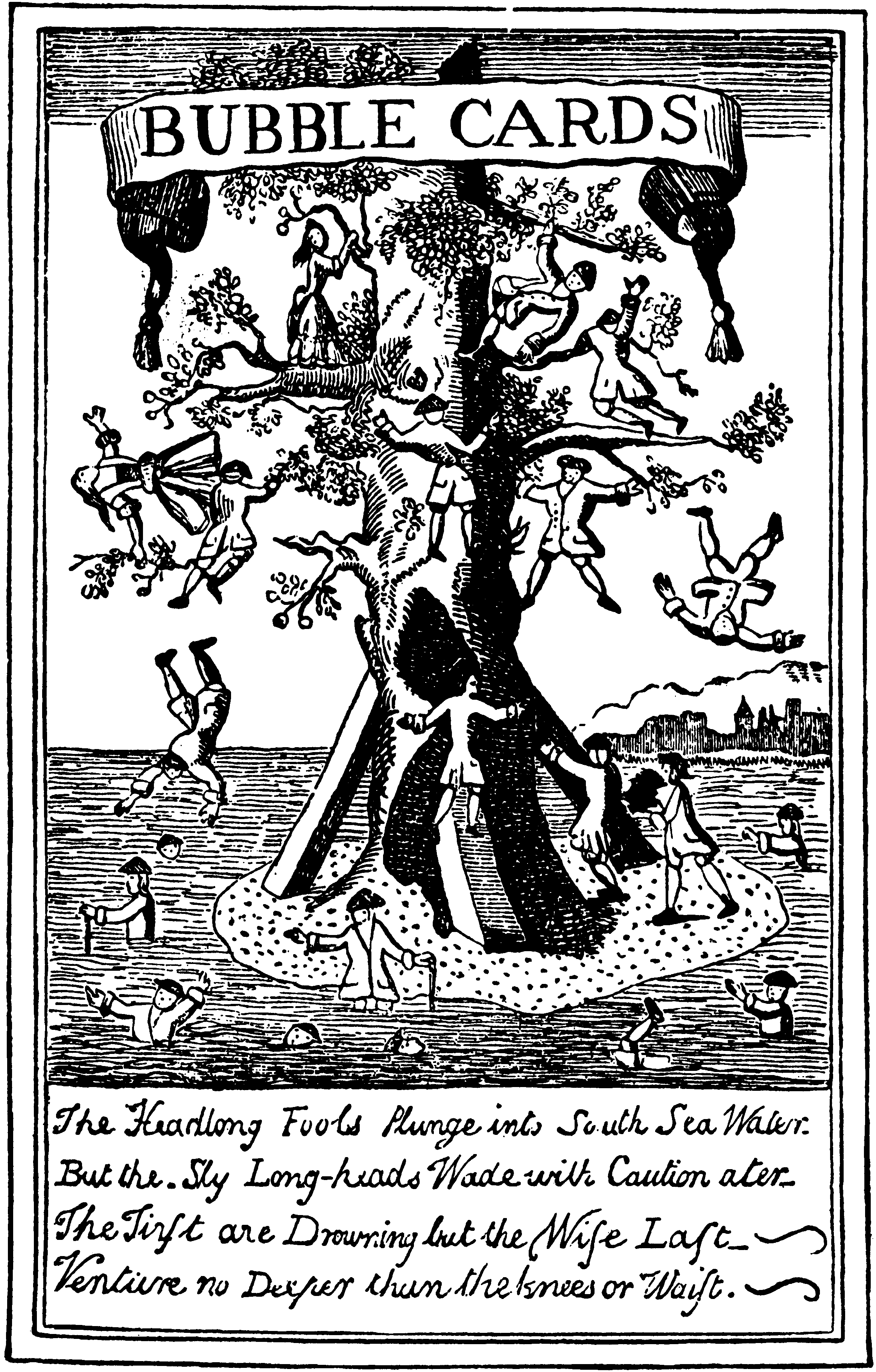
남해거품 사건을 다룬 카드

남해회사(The South Sea Company)는 1711년 토리당의 로버트 나이트에 의해 설립되었다. 영국의 재정 위기를 타개하기 위해, 부채의 일부를 남해 회사로 넘기고, 무역을 통해 얻는 이윤이므로 부채를 갚아나갈 목적으로 만들어졌다. 스페인과 아시엔토 조약으로 스페인령 서인도 제도와 노예무역을 목적으로 설립되었지만, 밀무역을 통해 스페인과의 관계 악화, 해난 사고 등으로 본업은 지지부진해졌으며, 국채를 탕진하여 남해 회사의 경영 자체가 위태로워지고 있었다.

### 남해회사의 계획
궁지에 몰린 남해회사는 1718년 발행한 복권이 큰 성공을 거두자 금융 기관으로 변신을 꾀하게 된다. 1719년 거액의 채권 인수 대가로 액면가에 해당하는 남해 회사 주식을 발행하는 권한을 은행과 치열한 입찰 경쟁 끝에 얻어냈다. 이것이 남해 계획이다.
그러나 남해 계획은 처음부터 파탄이 예정되어 있었다. 은행과의 경쟁 속에서 쌓아 올렸던 750만 파운드의 상납금이라는 무거운 부담은 남해 회사에 고위험의 단판 승부 밖에 남아 있지 않다는 것을 시사하고 있었다. 그래서 남해 회사는 다음의 계획을 통해 이윤을 창출하려고 했다.
1. 주식과 국채 교환은 시가로 한다. 즉, 남해 회사의 주가가 액면가 100 파운드 당 시장 가격 200 파운드의 경우, 200 파운드의 부채 1개와 남해 회사 주식 100 파운드 분을 등가교환한다.
2. 그러나 발행 허용 수량은 교환 금액에 따라 하기 (200 파운드로 교환) 때문에 액면 200 파운드 분의 주식을 발행할 수 있다. 즉 교체해도 수중에 100 파운드 분, 시가 200 파운드 분은 남게 된다.
3. 이것을 매물로 내놓으면, 매출 200 파운드는 그대로 남해 회사의 이익이 된다.
4. 위의 방법으로 남해 회사의 이익이 올라가면 당연히 주가가 상승한다.
5. 1로 돌아가기.

이러한 단계를 반복하면 주가는 무한 상승하고, 남해 회사는 이익을 올리고 주식 보유자는 순식간에 부자가 되는 것이 남해 계획이었다.

### 투기 열풍
당시 영국 중산층은 투자처를 찾고 있는 상태여서 시장에 자금이 출렁일 정도였다. 남해 회사의 주가는 빠르게 성장을 했다. 본업인 무역 활동은 지지부진했지만, 남해 회사는 부채 인수 회사로 성장하여 몇 개월 동안 주가가 10배나 상승했다. 귀족, 부르주아, 서민 계층을 불문하고 주식에 대한 충분한 지식도 없는 사람들이 너나할 것 없이 투기열풍에 휩쓸려 전무후무한 투기 광풍이 일어났다.
이것에 편승하여 당시 허가제였던 주식회사 설립도 무허가로 만들어졌다. 이른바 암거래 회사의 주가도 단번에 튀었다. 그 대부분은 진지하게 사업을 일으키려고 하는 기업가들이었으며, 그 사업 내용도 런던에 석탄을 공급하는 사업이나 비누를 제조하는 기술 개량 사업 등, 전 산업혁명기 영국 산업의 발전의 정도를 엿볼 수 있었던 회사들이었다. 그렇다고는 해도, 이러한 성실한 사업을 위한 투자모금 뿐만이 아니었던 것도 확실하다.

### 주가 요동
1주당 가격은 1720년 1월 100 파운드였던 것이 5월에는 700 파운드가 되었고, 6월 24일에는 최고치인 1,050 파운드로 치솟았다. 이런 상승기조에 편승하여 은행과 영국 동인도 회사 등의 주가도 덩달아 상승하기 시작했다. 정부의 허가 없이 이런 회사를 만드는 것이 금지되어 있었지만, 무단으로 설립한 회사가 난립하는 상황에 이르자 정부도 규제에 나섰다. 6월 24일에 〈거품 회사 규제법〉, 8월 24일에 고지 영장을 발급하면서 시장은 진정국면으로 접어들었다. 그러나 사태는 진정에 그치지 않고 모든 주가가 폭락하는 위기에 빠졌다.

### 버블 붕괴
주가 폭락도 전례없는 속도였다. 불과 몇 개월 만에 주가는 제자리로 돌아왔고, 많은 사람이 파산으로 인해 자살을 했다. 과학자 아이작 뉴턴은 남해 회사 주식으로 7,000 파운드를 벌었지만, 이후의 폭락으로 20,000 파운드의 손해를 봤다. 한편, 작곡가 게오르크 프리드리히 헨델은 남해 주식 매매로 얻은 이익을 바탕으로 왕립 음악 아카데미를 설립하여, 자신의 음악 활동의 거점으로 삼았다.
버블에 놀아난 투자자에게도 책임이 있지만, 투자자들의 분노는 남해 주식회사의 이사와 남해 주식회사의 주식을 뇌물로 받았던 정치가에게 집중되었다. 또한 당시의 스탄호프 정권은 붕괴되었고, 스탄호프 본인은 급사한다. 경제 위기뿐만 아니라 정치도 파국을 맞았다.

### 월폴의 등장
책임 추궁을 당하자, 정부, 왕실 인사들이 관여되었다는 결정적인 증거가 된 "녹색 장부"와 중요한 증인인 남해 회사 회계 과장 로버트 나이트가 잠적하였다. 이들을 놓치는 것은 진상을 밝혀줄 단서를 잃는 것을 의미했기 때문이다. 나이트의 잠적 소식에 의회는 분노했고, 나이트의 수색이 즉시 시작되었다. 곧 나이트는 벨기에에서 체포되었지만, 왠지 영국으로 송환되지 않았다. 나이트가 송환되어 증언대에 서게 되면 장관뿐만 아니라 왕실에까지 영향을 미칠 것은 분명했으며, 국왕과 그 왕비에 의한 외교적 압력이 송환을 막은 것이라고 소문이 났다.
이러한 혼란 속에서, 사태 수습을 한 것은 재정 전문가로 이름을 알리고 있었던 로버트 월폴이었다. 1721년까지 이 남해 거품 사건의 처리 방침을 확정했고, 다시 경제가 회복 궤도에 올랐다. 한편, 정치적으로 책임을 져야할 사람에 대해서는 느슨한 조사를 했고, 이 사건을 애매하게 마무리를 했다. 사후 처리 및 책임 추궁에 대해 월폴은 일관되게 뇌물을 받은 장관과 남해 회사 이사들을 감싸는 발언을 반복했다. 이것은 현 정부가 뒤집히면 토리당에게 정권이 넘어갈 것이라는 생각 때문이며, 로버트 월폴 자신의 미래를 위해서도 엄격한 추궁은 하지 못했다. 이러한 업무 처리는 당시의 국왕 조지 1세의 큰 신뢰를 얻게 되었다. 월폴은 이후 제1 경제 수장으로 1742년까지 정권을 잡았고, 영국의 의원 내각제의 기초를 쌓아올리게 된다.

### 회계감사 제도의 등장
존 브란트와 남해회사 이사의 책임 추궁을 위한 위원회가 의회에 설치되어 조사가 진행되었다. 여기서 찰리 스넬은 남해회사의 회계 기록을 자세히 알고 있는 간부 중 한 명이었던 야곱 E. 브리지가 경영하는 브리지 상회의 장부를 조사하게 된다. 그리고 그 결과를 〈브리지 상회의 장부에 대한 소견〉이라는 보고서로 정리하여 보고서가 공식적으로 인정받는데, 이것이 세계 최초의 회계 감사 보고서가 되었다. 따라서 동인도 회사의 성립에서 시작하여 주식회사 제도의 발달은 "남해 버블"이라는 위기로 표면화되었고, 일반 대중에게 자금 조달을 하는 사업 형태는 정당한 제3자에 의한 회계 기록의 평가가 필수적이라는 것을 보여주었고, 공인회계사 제도와 회계감사 제도를 탄생시킨다.

## 같이 보기
- 거품 경제
- 튤립 파동